# Albert Wehrer
Albert Wehrer (* 30. Januar 1895 in Luxemburg; † 31. Oktober 1967 ebenda) war ein luxemburgischer Diplomat. Er war das erste Luxemburger Mitglied der Hohen Behörde der Montanunion (EGKS) zwischen 1952 und 1967.

## Leben

### Schaffen und Aktivitäten vor dem Zweiten Weltkrieg
Albert Wehrer studierte in Genf, Lüttich und Straßburg Rechtswissenschaften und war dort als Rechtsanwalt tätig. 1926 begann er eine Tätigkeit als juristischer Berater beim luxemburgischen Außenministerium. Dort machte er sehr schnell Karriere: Er wurde als ständiger Vertreter Luxemburgs zum Völkerbund nach Genf geschickt und wurde 1938 Generalsekretär der Luxemburger Regierung.

### Zweiter Weltkrieg
Als die Regierung sich am 10. Mai 1940 ins alliierte Ausland absetzte, übernahm Wehrer auf Anregung der deutschen Militärverwaltung die Bildung einer Landesverwaltungskommission, die als Ansprechpartner dienen sollte und die Interessen Luxemburgs vertrat. Am 22. Oktober 1940 setzte der Chef der Zivilverwaltung, Gauleiter Gustav Simon ihn jedoch ab, ließ ihn verhaften und internierte ihn in Deutschland. Dort hatte er Kontakt mit einer Reihe deutscher Widerständler, unter anderem mit Carl Friedrich Goerdeler, Oberbürgermeister von Leipzig, der am Widerstand gegen Hitler am 20. Juli 1944 beteiligt war.

### Nach dem Zweiten Weltkrieg
Nach Kriegsende wurde Albert Wehrer Chef der Luxemburger Militärmission (im Rang eines Obersts (Colonel)) bei der alliierten Kontrollkommission in Berlin. Er war danach (1949) luxemburgischer Gesandter in Bonn und anschließend Botschafter in Paris. In dieser Funktion war er an den Verhandlungen über die Bildung der Montanunion beteiligt.
Wehrer war ein offener liberaler Mensch. Während seiner Pariser Zeit war er mit Angelo Giuseppe Roncalli, dem späteren Papst Johannes XXIII. befreundet, der damals gleichzeitig apostolischer Nuntius und Doyen des diplomatischen Corps in Paris war.

## Auszeichnungen
- Außer zahlreichen Luxemburger Auszeichnungen erhielt er eine Reihe internationaler, darunter:
  - 1951: Großkreuz des Verdienstordens der Bundesrepublik Deutschland[1]
  - Großes Bundesverdienstkreuz Österreichs
  - Ritter der französischen Ehrenlegion
- In der Stadt Luxemburg findet man eine Albert-Wehrer-Straße.

## Schriften
- Rapport un de Joseph Bech iwwert de Kale Krich. Berlin 1947. (online auf: cvce.eu)
- Statut international du Grand-Duché de Luxembourg. In: Luxembourg: Le Livre du Centenaire. Imprimerie Saint-Paul, 1948, S. 35–63.
- Rapport de Albert Wehrer sur la question du siège des institutions européennes. Luxembourg, 30. Oktober 1950. (online auf: cvce.eu)